# Grow into one
《grow into one》為2003年3月19日發行之日本歌手倖田來未2nd專輯。

## 解說
- Bonus Track收錄《千言萬語》未發表的Alternate Orchestra Version，造成現在初回盤購買困難。

## 發行版本
- CD ONLY

## 曲目
- ※僅收錄於初回盤

1. Teaser (feat.Clench & Blistah)
作詞:S.Bennett・Clench・Blistah / 作曲:渡辺未来 / 編曲:渡辺未来
Blistah於後來2006年25th單曲《Candy feat.Mr. Blistah》再次合作。
2. real Emotion 真實情感
作詞:Kenn Kato / 作曲:原一博 / 編曲:h-wonder
7th單曲。
遊戲《最終幻想X-2》片尾曲。
本張先行單曲創下20萬張銷售量。
3. BOY FRIEND?
作詞:松原憲 / 作曲:h-wonder/ 編曲:h-wonder
4. Your only one
作詞:倖田來未 / 作曲:鈴木大輔 / 編曲:h-wonder
5. one
作詞:倖田來未・LISA / 作曲:LISA / 編曲:山木隆一郎
6th單曲的B面曲。
前m-flo成員LISA製作的歌曲。
6. One night romance
作詞:今井大介 / 作曲:今井大介 / 編曲:今井大介
7. 1000の言葉 千言萬語
作詞:野島一成 / 作曲:江口貴勅・松枝賀子 / 編曲:江口貴勅・松枝賀子
7th單曲。
遊戲《最終幻想X-2》插入曲。
8. S.O.S 〜sound of silence〜
作詞:Kenn Kato / 作曲:鈴木大輔 / 編曲:山木隆一郎
9. m・a・z・e
作詞:Kenn Kato / 作曲:山口寛雄 / 編曲:813・h-wonder
6th單曲。
連續劇《サイコドクター》插入曲。
10. 亂反射
作詞:松原憲 / 作曲:渡辺未来 / 編曲:松原憲
11. Pearl Moon
作詞:松原憲 / 作曲:LISA / 編曲:松原憲
12. Nasty girl
作詞:倖田來未 / 作曲:shifo・日比野元気 / 編曲:秋山誠司
13. To be one
作詞:Kenn Kato / 作曲:家原正樹 / 編曲:日高智
14. love across the ocean
5th單曲。佳麗寶化粧品《テスティモ》電視廣告曲。
作詞:倖田來未 / 編曲:h-wonder / 作曲:TSUKASA
15. 1000の言葉 千言萬語 【Alternate Orchestra Version】 ※
初回限定Bonus Track。遊戲的原聲帶未收錄。另收錄於2007年發行的精選輯《BEST 〜BOUNCE & LOVERS〜》。